# 妻鹿田新助
妻鹿田 新助（めかだ しんすけ、生年不詳 - 天文21年（1552年））は、戦国時代の武将、関東管領山内上杉憲政の家臣。姓は妻方、目方、目加田、目賀田など諸説ある。名は新介とも。親族にあたる九里氏の系譜を見る限り、出自は近江国六角氏家臣の目賀田氏とされる。妻は上杉憲政の嫡子龍若丸の乳母。

## 生涯
天文20年（1551年）、敵対関係にあった北条氏康による上野国侵攻戦に抗戦するが、翌年には憲政は平井城を脱して越後国へ逃れる。しかし、龍若丸や新助は御嶽城に留まって抵抗したものの、やがて妻や弟の長三郎・三郎助、伯父の九里采女正らと謀り、龍若丸を氏康に差し出して自家の保全を謀る。龍若丸は殺されたが、新助らも氏康から不義をとがめられて誅されたという。

## 登場作品
- 風林火山（2007年、NHK大河ドラマ） - 演：田中実